# أندروساركوس
الأندروساركوس (باللاتينية: Andrewsarchus) - (وتعني بالعربية «وحش أندرو») هو ثدي لاحم من عصر الإيوسين (قبل 45 إلى 36 مليون عام)، كان يقطن منطقة وسط آسيا. كان له خطم كبير وأسنان حادة وأخرى مسطحة ربما استعملها لسحق العظام. إلا أنَّ حيوان الأندروساركوس ليس معروفاً إلا من جمجمة واحدة، لذلك لا تزال حقبة حياته وطريقة غذاءه (ما إذا كان مفترساً أم قمَّاماً) موضع جدلٍ حتى اليوم.
سمي الأندروساركوس بهذا الاسم تيمناً بالعالم الإحاثي الكبير روي تشابمان أندروز، حيث يعني الاسم «وحش أندرو». وقد اكتشف الحيوان بالأصل من جمجمة واحدة عثر عليها على يد العالم كان تشين باو (أحد أعضاء بعثة أندرو الآسيوية الثالثة) في يونيو سنة 1923، في موقعٍ بصحراء غوبي في منغوليا يُعرَف بـ«إردن مانا». والجمجمة معروضةٌ الآن في المتحف الأمريكي للتاريخ الطبيعي بمدينة نيويورك، حيث كان المتحف هو مُموِّل البعثة الاستكشافية التي عثرت عليها، إلا أنَّ الجمجمة تفتقر إلى الفك السفلي الذي لم يعثر عليه خلال البحث.

## المظهر والتكوين

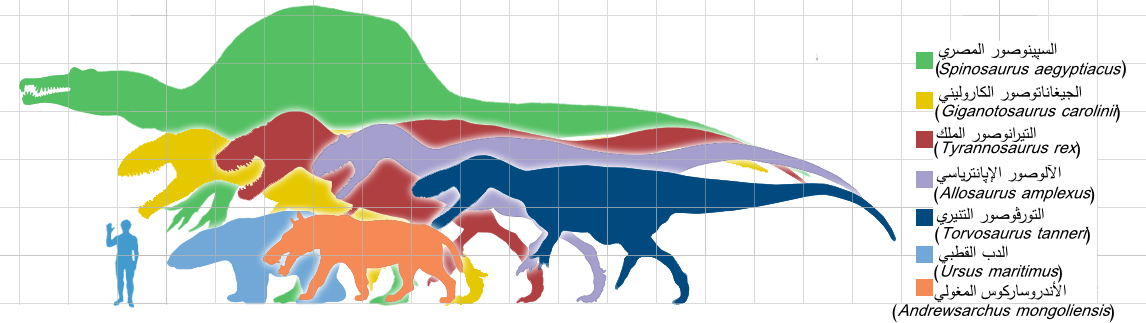
حجم الأندروساركوس - يظهر بالون البرتقالي - مقارنةً بالإنسان وعددٍ من الضواري المنقرضة.

الأندروساركوس ليس معروفاً إلا من جمجمة واحدة يبلغ طولها 83 سنتيتمتراً وعرضها 56 سنتيمتراً، وبضع قطعٍ صغيرة من العظام. كان الأندروساركوس حيواناً ضخم الحجم إلى نحوٍ بعيد، حيث يقدر طوله من مقدمة وجهه إلى نهاية ذيله بنحو 3.4 متر، ويبلغ ارتفاعه عن الأرض حتى الكتف 6 ما يعادل 1.8 متر. وأما جمجمته فإن طولها يساوي ضعف طول جمجمة الدب البني الألاسكي الحديث، وثلاثة أضعاف طول جمجمة الذئب الرمادي. وربَّما يكون بذلك أضخم ثدي لاحم يعيش على اليابسة عرفه التاريخ. إلا أن منافسه الرئيسي على هذا اللقب هو الأركوتيثيريوم (الدب جنوب الأمريكي قصير الوجه)، الذي يُقدَّر أنه وزن 1,700 كيلوغرام. وبالنظر إلى أن الدببة البنية والقطبية الحديثة تتراوح أوزانها من 450 إلى 675 كيلوغراماً، فيما أن الذئاب الرمادية تزن بالكاد 77 كيلوغراماً، فربَّما بلغ وزن الأنردوساركوس مقارنة بحجم جمجمته بالنسبة لهم نحو 1,000 كيلوغرام، وهو يبدو وزناً قريباً للحجم العملي لثديات اليابسة اللاحمة، ربما بالنظر إلى متطلبات الطعام والأيض.
كان للأندروساركوس وجهٌ طويل وكبير الحجم، وكانت لديه أسنان حادة غاية في القوة، وكانت أسنان الوجنتين مسطحة، ويُعتَقد أنها كانت تستخدم لتحطيم العظام. وهو يعتبر حيواناً مفترساً قوياً، حيث يعتقد أنه كان يصطاد التيتانوثير وغيره من الحيوانات الكبيرة. ويعد الأندروساركوس أيضاً نابشاً للجيف وجثث الحيوانات. من القضايا المثيرة للجدل حول هذا الثديي سبب انقراضه، وسبب ولماذا اختفت عظامه ولماذا حتى الآن لم توجد له حفرية كاملة حتى وقتنا هذا لهذا المفترس الضخم وأصبحت هذه الاسئلة المحيرة تراود العلماء والباحثين وتشكل لهم صورة من صورالعجز ولكنها مع مرور الزمان أصبحت بدرجة كبيرة في طي النسيان

## الخواص الأحيائية

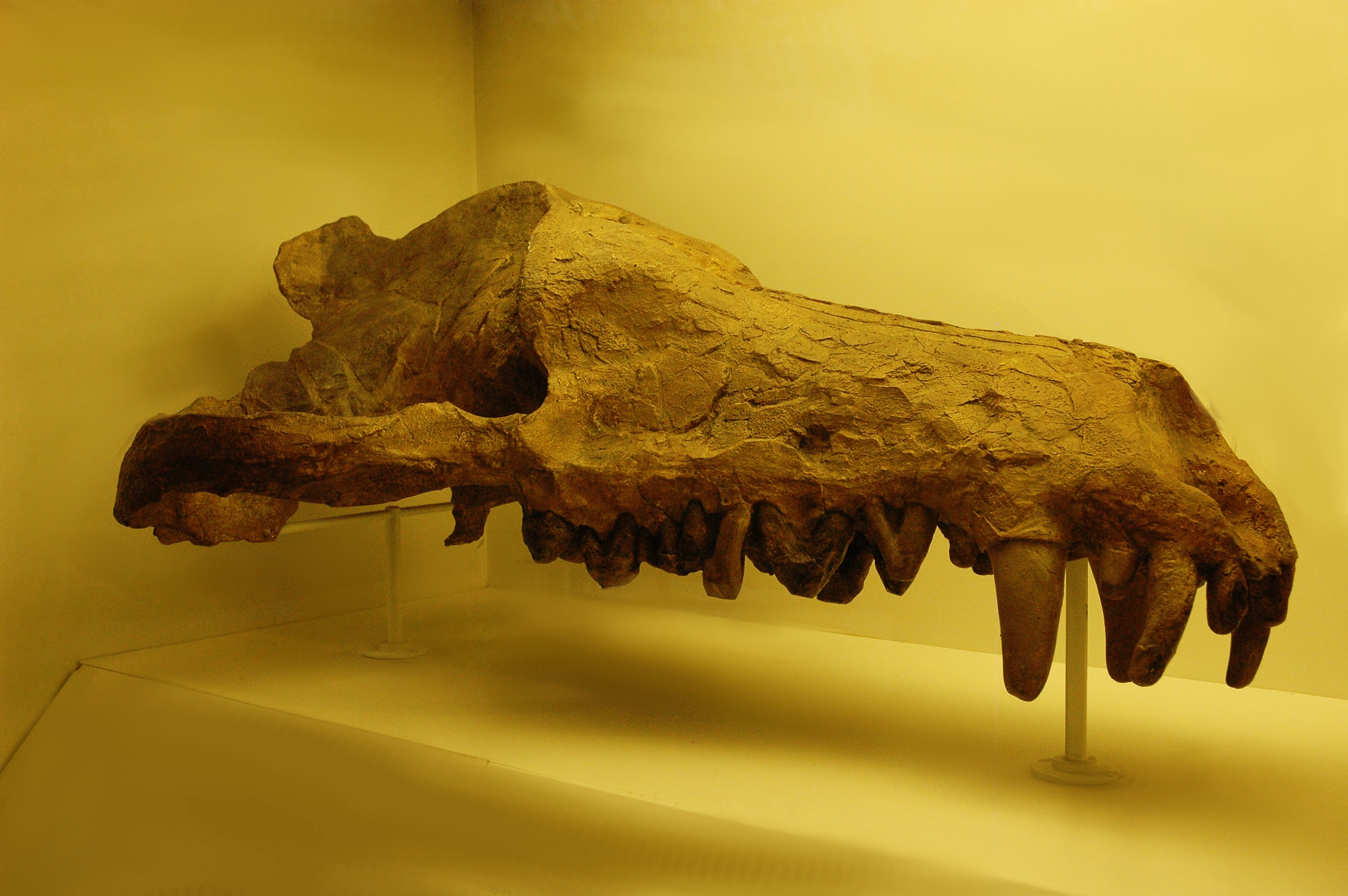
جمجمة الأندروساركوس الوحيدة المعروفة، معروضة في المتحف الأمريكي للتاريخ الطبيعي.

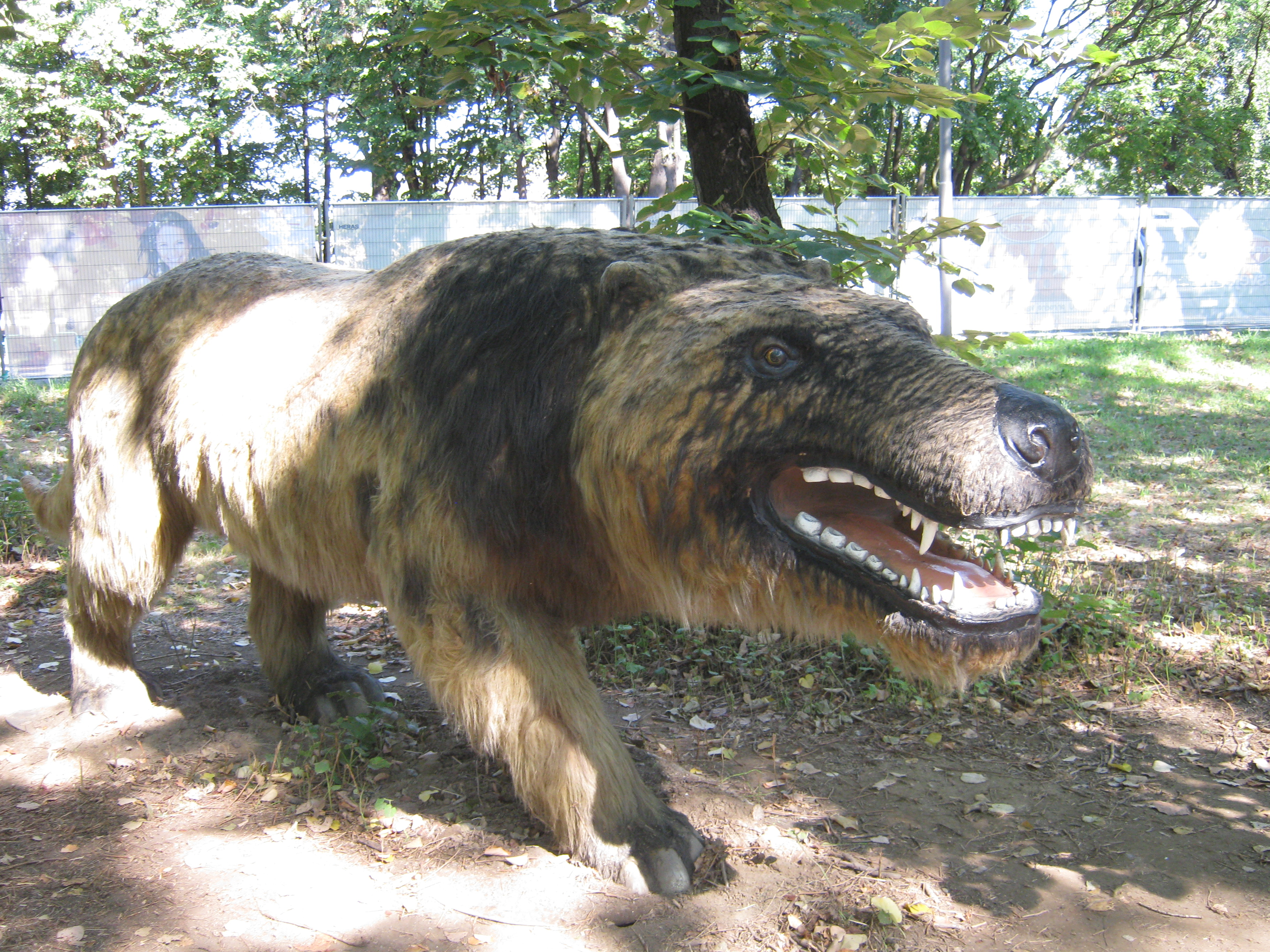
نموذج للأندروساركوس في إحدى الحدائق.

مظهر وطباع الأندروساركوس السلوكية ليست معروفة فعلياً، وقد كانت موضع جدل بين علماء الأحياء القديمة منذ اكتشافه. كل ما هو معروفٌ الآن عن الأندروساركوس أتى من جمجمةٍ واحدةٍ بطول المتر تعود إلى عصر الإيوسين المتأخر، اكتشفت فيما هو اليوم منغوليا. تشير النظريات الحديثة إلى أن أسنان هذا اللبون ربما كانت متبلدة (غير حادة)، وهي سمة لا تناسب الضواري المفترسة، لذا ربما كان في الواقع حيواناً قارتاً أكثر منه لاحماً، ولعله كان يتغذى على أشياء مثل الجيف والعظام وجذور النباتات والحيوانات الرخوية. وفي هذه الحالة فقد يكون استغلَّ حجمه الهائل ليطرد الضواري والقمامات الأخرى الصغيرة ويستفرد بالجيف. لكن حتى تتوفر دلائل أحفورية أخرى تظلّ جميع النظريات وإعادات البناء للأندروساركوس تخميناتٍ أكثر من استنتاجات حقيقية.
كان للأندروساركوس فكَّان قويان هائلان، ربما من أقوى فكوك ثدييات اليابسة التي عرفها التاريخ، وكان بإمكانهما اختراق وسحق العظام الكبيرة عند الحاجة. وبالنظر إلى حجم فكَّيه واكتشاف أحفورته في منطقة ساحلية، فلربَّما اقتات على جيف الحيتان البدائية والمحار والسلاحف ذات الأصداف الصلبة النافقة على الشاطئ، وربما على عددٍ آخر من الثدييات الضخمة المعاصرة له، حيث تطورت خلال حقبة الإيوسين المتأخر الكثير من الثدييات الكبيرة في منطقة وسط آسيا.
لكن على الرغم من أسنان الأندروساركوس الضخمة وفكيه الهائلين، فلم تكل لديه أسنان مخصصة لتقطيع اللحم والعظام. وبالنظر إلى حجم الحيوان فالأرجح أنه كان يأكل الحيوانات الكبيرة مثل التيتانوثيريات القديمة، التي كانت من أضخم الحيوانات العاشبة في حقبته، وربما كان يعتمد بالتوازي على صيدهم أو على التغذي على جيفهم المصطادة بالفعل. وأما إذا كان الأندروساركوس يأكل النباتات أيضاً، فلعلَّ نمطه الغذائي كان مشابهاً للإنتيلودونات.